# Kim Bergstrand
Kim Bergstrand, född 18 april 1968 i Täby, är en svensk fotbollsspelare, brandman och fotbollstränare. Som spelare är han mest känd för sin tid i AIK och Hammarby IF där han spelade nästan 200 allsvenska matcher.
Tränarkarriären började i Nacka FF som spelande tränare 2001, när föreningen gick i konkurs flyttade han över till Brommapojkarna som spelare. Efter avslutad spelarkarriär var han tränare för klubbens tipselitlag 2003-2007, med vilka han blev svenska juniormästare 2006, och under 2008-2010 huvudtränare för A-laget. Redan första säsongen tog han upp laget i Allsvenskan via kval mot Ljungskile. De blev näst bästa stockholmslag 2009 med sin tolfeplats då Djurgården slutade på kvalplats och Hammarby åkte ur. Andra året i Allsvenskan gick tyngre och den 7 oktober 2010 med fick Bergstrand sparken med fyra omgångar kvar.
Den 17 november 2011 skrev han ett tvåårskontrakt med division 1-laget Sirius från och med säsongen 2012. Den 8 december 2011 blev det klart att Thomas Lagerlöf ansluter som assisterande tränare och sen dess har de jobbat ihop, numer är båda huvudtränare. Det blev sånär succé direkt första året då de slutade trea, en poäng bakom Östersund och Forward som istället gick upp. 2013 gick de obesegrade genom hela serien och i september förlängde båda sina kontrakt med två år till. 2016 vann de även Superettan och tog upp Sirius till Allsvenskan, en serie de inte spelat i sen 1974. Den 2 augusti 2017 förlängde de sina kontrakt med tre år, till och med slutet av säsongen 2020.
Den 15 november 2018 gick båda ut med att de aktiverat en "storklubbsklausul" i sina treårskontrakt som betydde att de kunde lämna Sirius. Dagen efter presenterades de som nya tränare i Djurgården för de kommande tre åren och vann SM-guld direkt första säsongen. 24 mars 2021 förlängdes kontrakten med två år till (tom 2023). 2022 kvalificerade de sig till gruppspelet i Uefa Conference League vilket de gick obesegreade genom och vidare till åttondelsfinal där det tog stopp mot polska Lech Poznan. Dagen innan, den 15 mars 2023, förlängde båda sina kontrakt igen med tre år, nu till och med 2025. Den 21 oktober 2024 meddelade Djurgården att Bergstrand och Lagerlöf entledigats som tränare för Djurgården.
Bergstrand har även arbetat som ledarutbildningsansvarig på Svenska Fotbollsakademin.

## Meriter
- Åttondelsfinal i Conference League med Djurgården 2022/2023, gruppspel 2024/2025
- SM-guld med Djurgården som tränare 2019
- Serieseger och uppflyttning till Allsvenskan med IK Sirius som tränare 2016
- Serieseger och uppflyttning till Superettan med IK Sirius som tränare 2013. Sirius gick obesegrade genom hela division 1.
- Uppflyttning till Allsvenskan med IF Brommapojkarna som tränare 2008
- Junior-SM-guld med IF Brommapojkarna som tränare 2006
- SM-guld med AIK som spelare 1992

## Statistik

### Som tränare (sen 2012 tillsammans medThomas Lagerlöf)
| Klubb             | År             | Division         | Pl             | M   | V   | O   | F   | Målskillnad | P   | Snitt | Notiser                                      |
| ----------------- | -------------- | ---------------- | -------------- | --- | --- | --- | --- | ----------- | --- | ----- | -------------------------------------------- |
| IF Brommapojkarna | 2008           | Superettan       | 3              | 30  | 16  | 6   | 8   | 45-29       | 54  | 1,80  | Vann kvalet mot Ljungskile SK                |
| IF Brommapojkarna | 2009           | Allsvenskan      | 12             | 30  | 9   | 7   | 14  | 32-46       | 34  | 1,13  |                                              |
| IF Brommapojkarna | 2010           | Allsvenskan      | 16             | 26  | 6   | 6   | 14  | 18-36       | 24  | 0,92  | Fick sparken med fyra matcher kvar           |
| IF Brommapojkarna | Totalt         | Totalt           | Totalt         | 86  | 31  | 19  | 36  | 123-111     | 112 | 1,29  |                                              |
| IK Sirius         | 2012           | Division 1 Norra | 3              | 26  | 16  | 4   | 6   | 51-20       | 52  | 2,00  |                                              |
| IK Sirius         | 2013           | Division 1 Norra | 1              | 26  | 21  | 5   | 0   | 79-16       | 68  | 2.62  | Uppflyttning till Superettan                 |
| IK Sirius         | 2014           | Superettan       | 6              | 30  | 11  | 10  | 9   | 47-36       | 43  | 1,44  |                                              |
| IK Sirius         | 2015           | Superettan       | 3              | 30  | 15  | 13  | 2   | 53-25       | 58  | 1,94  | Förlorade kvalet till Allsvenskan            |
| IK Sirius         | 2016           | Superettan       | 1              | 30  | 18  | 7   | 5   | 54-23       | 61  | 2,04  | Uppflyttning till Allsvenskan                |
| IK Sirius         | 2017           | Allsvenskan      | 7              | 30  | 11  | 7   | 12  | 46-51       | 40  | 1,34  |                                              |
| IK Sirius         | 2018           | Allsvenskan      | 13             | 30  | 8   | 2   | 20  | 37-61       | 30  | 1,00  |                                              |
| IK Sirius         | Totalt         | Totalt           | Totalt         | 202 | 100 | 48  | 54  | 381-232     | 352 | 1,77  |                                              |
| Djurgårdens IF    | 2019           | Allsvenskan      | 1              | 30  | 20  | 6   | 4   | 53-19       | 66  | 2,20  | Guld                                         |
| Djurgårdens IF    | 2020           | Allsvenskan      | 4              | 30  | 14  | 6   | 10  | 48-33       | 48  | 1,60  | Brons                                        |
| Djurgårdens IF    | 2021           | Allsvenskan      | 3              | 30  | 17  | 6   | 7   | 46-30       | 57  | 1,90  | Silver (lilla)                               |
| Djurgårdens IF    | 2022           | Allsvenskan      | 2              | 30  | 17  | 6   | 7   | 55-25       | 57  | 1,90  | Silver (stora), slutspel i Conference League |
| Djurgårdens IF    | 2023           | Allsvenskan      | 4              | 30  | 15  | 5   | 10  | 41-36       | 50  | 1,67  | Brons                                        |
| Djurgårdens IF    | 2024           | Allsvenskan      | 4              | 27  | 14  | 5   | 8   | 40-32       | 47  | 1,74  | Fick sparken med tre matcher kvar.           |
| Djurgårdens IF    | Totalt         | Totalt           | Totalt         | 177 | 97  | 34  | 46  | 283-175     | 325 | 1,84  |                                              |
| Hela karriären    | Hela karriären | Hela karriären   | Hela karriären | 465 | 228 | 101 | 136 | 787-518     | 789 | 1,70  |                                              |

### Som spelare
| Klubb             | Säsong         | Division                   | Matcher | Mål |
| ----------------- | -------------- | -------------------------- | ------- | --- |
| AIK               | 1986           | Allsvenskan                | 13      | 3   |
| AIK               | 1987           | Allsvenskan                | 16      | 1   |
| AIK               | 1988           | Allsvenskan                | 20      | 3   |
| AIK               | 1989           | Allsvenskan                | 18      | 3   |
| AIK               | 1990           | Allsvenskan                | 12      | 2   |
| AIK               | 1991           | Allsvenskan                | 14      | 3   |
| AIK               | 1992           | Allsvenskan                | 17      | 2   |
| AIK               | 1993           | Allsvenskan                | 20      | 11  |
| AIK               | 1994           | Allsvenskan                | 18      | 2   |
| AIK               | Totalt         | Totalt                     | 148     | 30  |
| Hammarby IF       | 1995           | Allsvenskan                | 24      | 8   |
| Hammarby IF       | 1996           | Division 1 Norra           | 15      | 13  |
| Hammarby IF       | 1997           | Division 1 Norra           | 21      | 5   |
| Hammarby IF       | 1998           | Allsvenskan                | 24      | 2   |
| Hammarby IF       | Totalt         | Totalt                     | 84      | 28  |
| Nacka FF          | 1999           | Division 1 Norra           | ?       | ?   |
| Nacka FF          | 2000           | Division 2 Västra Svealand | ?       | ?   |
| Nacka FF          | 2001           | Division 2 Västra Svealand | ?       | ?   |
| Nacka FF          | Totalt         | Totalt                     | 40      | 25  |
| IF Brommapojkarna | 2001           | Division 2 Östra Svealand  | 9       | 2   |
| IF Brommapojkarna | 2002           | Superettan                 | 12      | 1   |
| IF Brommapojkarna | Totalt         | Totalt                     | 21      | 3   |
| Hela karriären    | Hela karriären | Hela karriären             | 293     | 86  |